# Carcere di Pitești

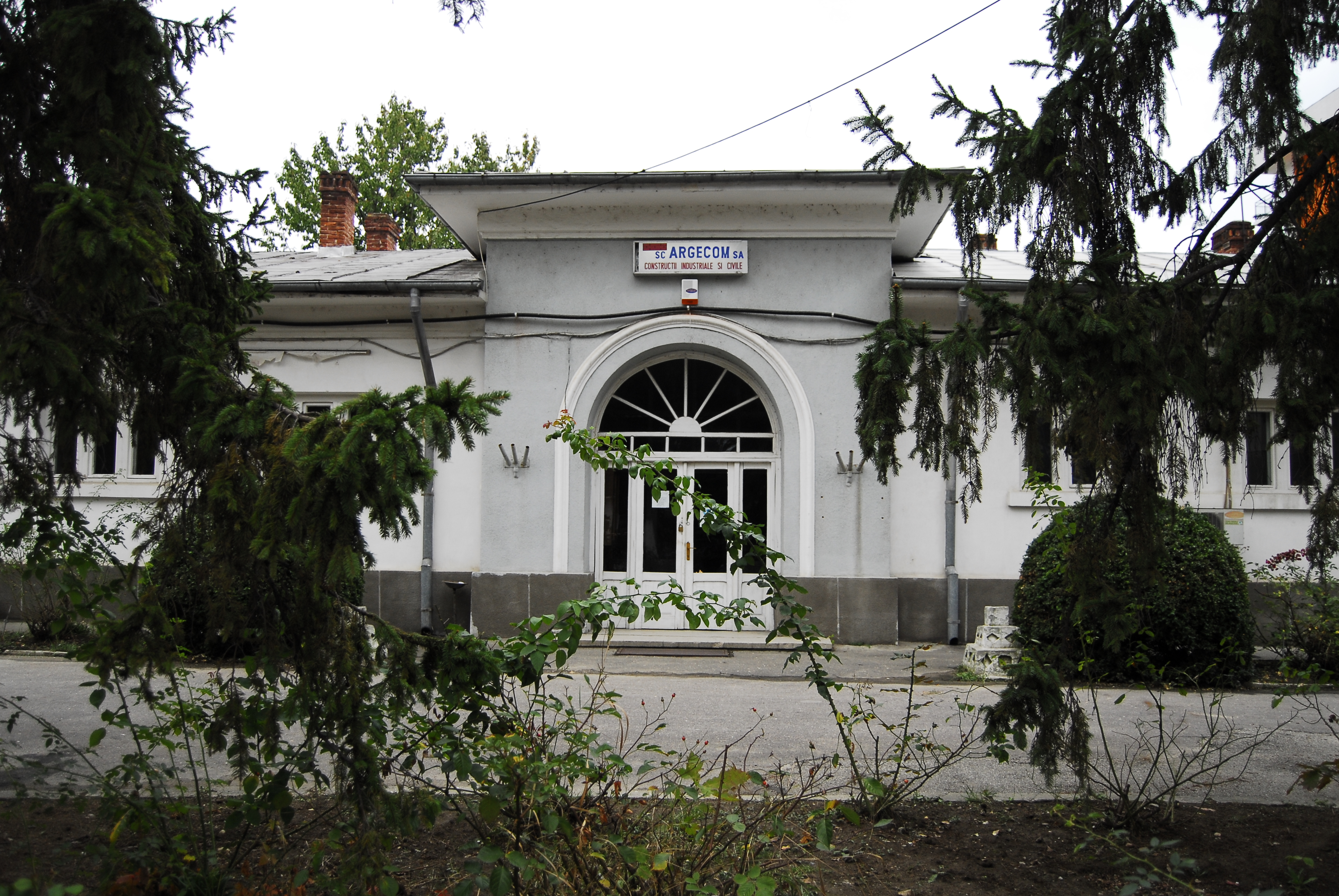
L'entrata dell'ex carcere di Pitești, oggi sede del Centro di Studi di Storia Contemporanea

La prigione di Piteşti ( rumeno : Închisoarea Piteşti ) era una struttura penitenziaria a Pitești, in Romania, meglio ricordata per gli esperimenti di rieducazione (noto anche come Experimentul Piteşti o Fenomenul Piteşti) effettuato tra dicembre 1949 e settembre 1951, durante il governo comunista. L'esperimento, realizzato da un gruppo di prigionieri sotto la guida dell'amministrazione penitenziaria, è stato concepito come un tentativo di "rieducare" violentemente i prigionieri politici, per lo più giovani, in primo luogo i sostenitori dell'ultra nazionalista Guardia di Ferro, così come gli ex membri del Partito Nazionale Contadino e Partito Nazionale Liberale o sionisti membri della comunità ebraica romena. I detenuti religiosi includevano anche seminaristi cristiani. L'obiettivo dell'esperimento era che i prigionieri scartassero passate convinzioni politiche e religiose e, alla fine, alterassero le loro personalità fino all'obbedienza assoluta Le stime relative al numero totale di persone passate attraverso l'esperimento vanno da un massimo di 1.000 a 5.000
Dopo l'epurazione della leader rumena Ana Pauker, l'esperimento fu interrotto mentre il regime comunista rumeno veniva rumenizzato. I sorveglianti furono messi sotto processo; mentre venti dei prigionieri partecipanti sono stati condannati a morte, i funzionari della prigione hanno emesso condanne leggere.
L'attivista giornalista e anticomunista Virgil Ierunca fece riferimento all'"esperimento di rieducazione" come il più grande e più intenso programma di tortura per il lavaggio del cervello nel Blocco orientale. In termini ancora più forti, il premio Nobel e sopravvissuto al gulag Aleksandr Solženicyn lo definì "l'atto più terribile della barbarie nel mondo contemporaneo".

## Storia

### Inizi
La stessa prigione fu costruita in una fase precedente. I lavori su di essa erano iniziati alla fine degli anni '30, sotto il re Carlo II, e furono completati durante il regime di Ion Antonescu. I primi prigionieri politici che ospitò arrivarono nel 1942; erano studenti delle scuole superiori sospettati di aver preso parte alla ribellione dei Legionari. Per un po' dopo la proclamazione della Repubblica Popolare Rumena, continuò a ospitare principalmente coloro che erano stati riconosciuti colpevoli di reati minori.
I primi tentativi di "rieducazione" avvennero nella prigione di Suceava, continuando in modo violento a Piteşti e, meno violentemente, nella prigione di Gherla. Il gruppo di sorveglianti era formato da persone che erano state arrestate e giudicate colpevoli di crimini politici. Il loro capo, Eugen Ţurcanu, un prigioniero ed ex membro della Guardia di Ferro, che aveva anche aderito al Partito comunista prima di essere epurato, insoddisfatto dei progressi a Suceava, propose di usare mezzi violenti per migliorare il processo, ottenendo l'accordo dell'amministrazione penitenziaria di Piteşti. Ţurcanu, che probabilmente stava agendo per ordine del vicecapo di Securitate Alexandru Nikolski, scelse una ristretta unità di sopravvissuti della rieducazione come suoi assistenti nello svolgimento di compiti politici. Questo gruppo fu chiamato Organizaţia Deţinuţilor cu Convingeri Comuniste (ODCC, "Organizzazione dei detenuti con convinzioni comuniste") e comprendeva il futuro prete ortodosso e dissidente Gheorghe Calciu-Dumitreasa e l'ebreo Petrică Fux.

### Tappe di "rieducazione"
Il processo iniziato dopo quella data comportava punizioni psicologiche (principalmente attraverso l'umiliazione) e torture fisiche.
I detenuti, che erano soggetti a pestaggi regolari e severi, dovevano anche torturarsi a vicenda, con l'obiettivo di scoraggiare le lealtà passate. Le guardie costringevano a frequentare sessioni pianificata o ad-hoc di istruzione politici, su temi come il materialismo dialettico e la Storia del PCUS (B) Corso breve di Stalin, di solito accompagnati da violenza casuale e l'incoraggiamento alla delazione ("demascare", letteralmente "smascherare") per vari reati reali o inventati.
Ogni soggetto dell'esperimento fu inizialmente interrogato a fondo, appilcando la tortura come mezzo per esporre dettagli intimi della sua vita ("smascheramento esterno"). Quindi, fu loro richiesto di rivelare tutto ciò che si pensava avesse nascosto dai precedenti interrogatori; sperando di sfuggire alla tortura, molti prigionieri confessavano misfatti immaginari. La seconda fase, "smascheramento interno", richiese ai torturati di rivelare i nomi di coloro che si erano comportati in modo meno brutale o un po' indulgente verso di loro durante la detenzione.

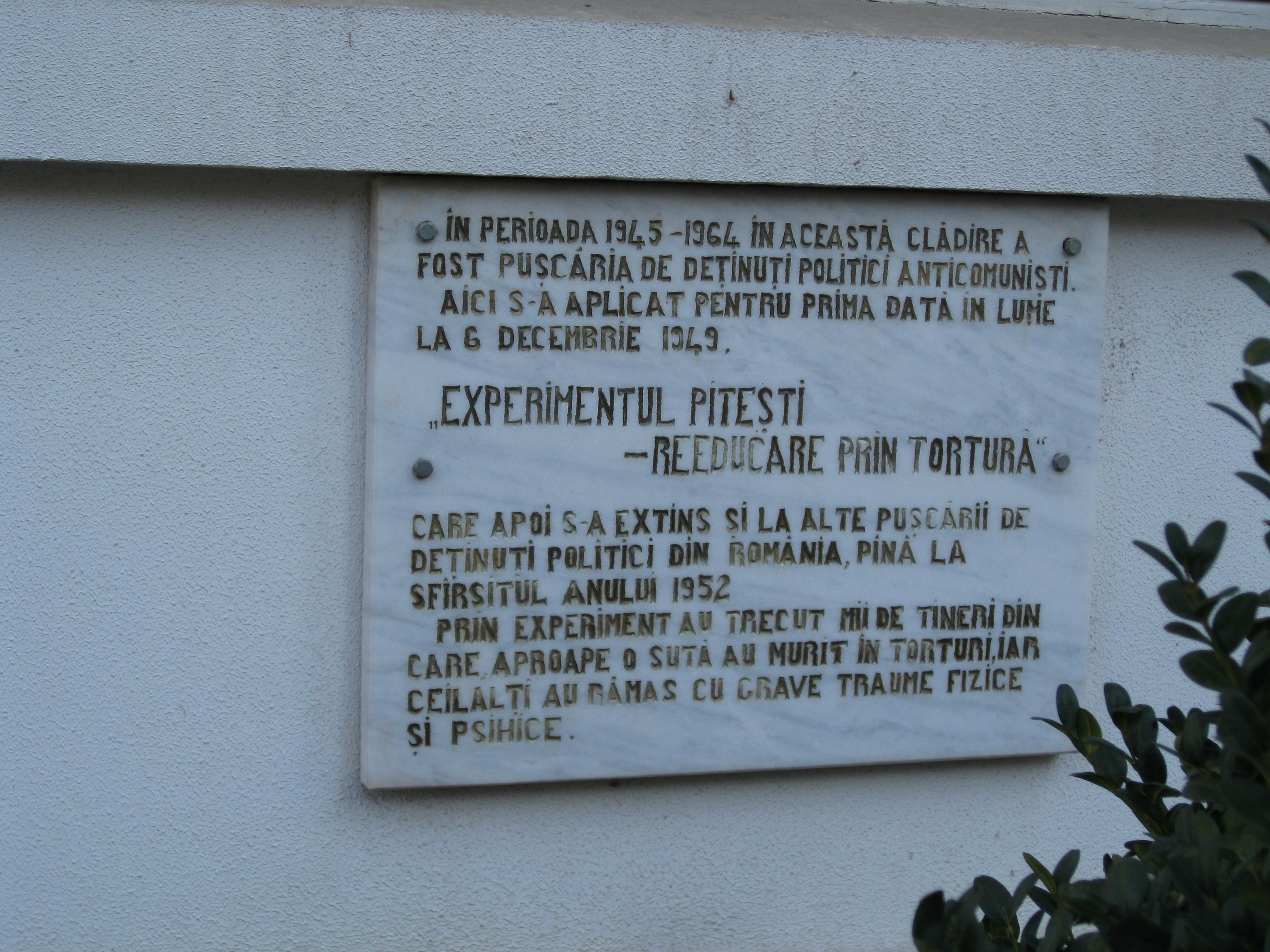
Placca memoriale con i nomi dei detenuti

Fu applicata anche l'umiliazione pubblica, di solito nella terza fase ("smascheramento morale pubblico"), i detenuti furono costretti a denunciare tutte le loro convinzioni personali, lealtà e valori. In particolare, i detenuti religiosi dovettero bestemmiare simboli religiosi e testi sacri. Secondo Virgilio Ierunca - attivista comunista e membro della Commissione presidenziale per lo studio della dittatura comunista in Romania - il battesimo cristiano venne beffato. Le guardie cantarono i riti battesimali mentre secchi di urina e materia fecale venivano portati ai detenuti. La testa del detenuto fu spinta nel liquame grezzo, rimanendo sommersa quasi fino alla morte. La testa veniva quindi sollevata, permettendo al detenuto di respirare, e poi nuovamente spinto indietro nel liquame. Ierunca affermò inoltre che "interi corpi dei prigionieri venivano bruciati con le sigarette, le loro natiche cominciavano a marcire e la loro pelle cadeva come se soffrisse di lebbra, mentre altri erano costretti a ingerire cucchiai di escrementi e quando la lanciavano di nuovo su, sono stati costretti a mangiare il loro stesso vomito. ". I detenuti dovevano accettare l'idea che i loro familiari avessero vari aspetti criminali e grotteschi; dovevano essere autori di false autobiografie, comprendenti resoconti di comportamento deviante.
Oltre alla violenza fisica, i detenuti soggetti a "rieducazione" dovevano lavorare per periodi estenuanti in lavori umilianti (per esempio, pulire il pavimento con uno straccio stretto tra i denti). I detenuti erano malnutriti e mantenuti in condizioni degradanti e non igieniche.
Lo storico Adrian Cioroianu sostenne che le tecniche utilizzate dall'ODCC derivavano in definitiva dai controversi principi della pedagogia e della penologia di Anton Makarenko in materia di riabilitazione.
Il carcere assicurò una selezione preliminare per i campi di lavoro sul Canale Danubio-Mar Nero, Ocnele Mari e altri siti, dove le squadre di ex detenuti avrebbero dovuto estendere l'esperimento.

### La fine e l'eredità

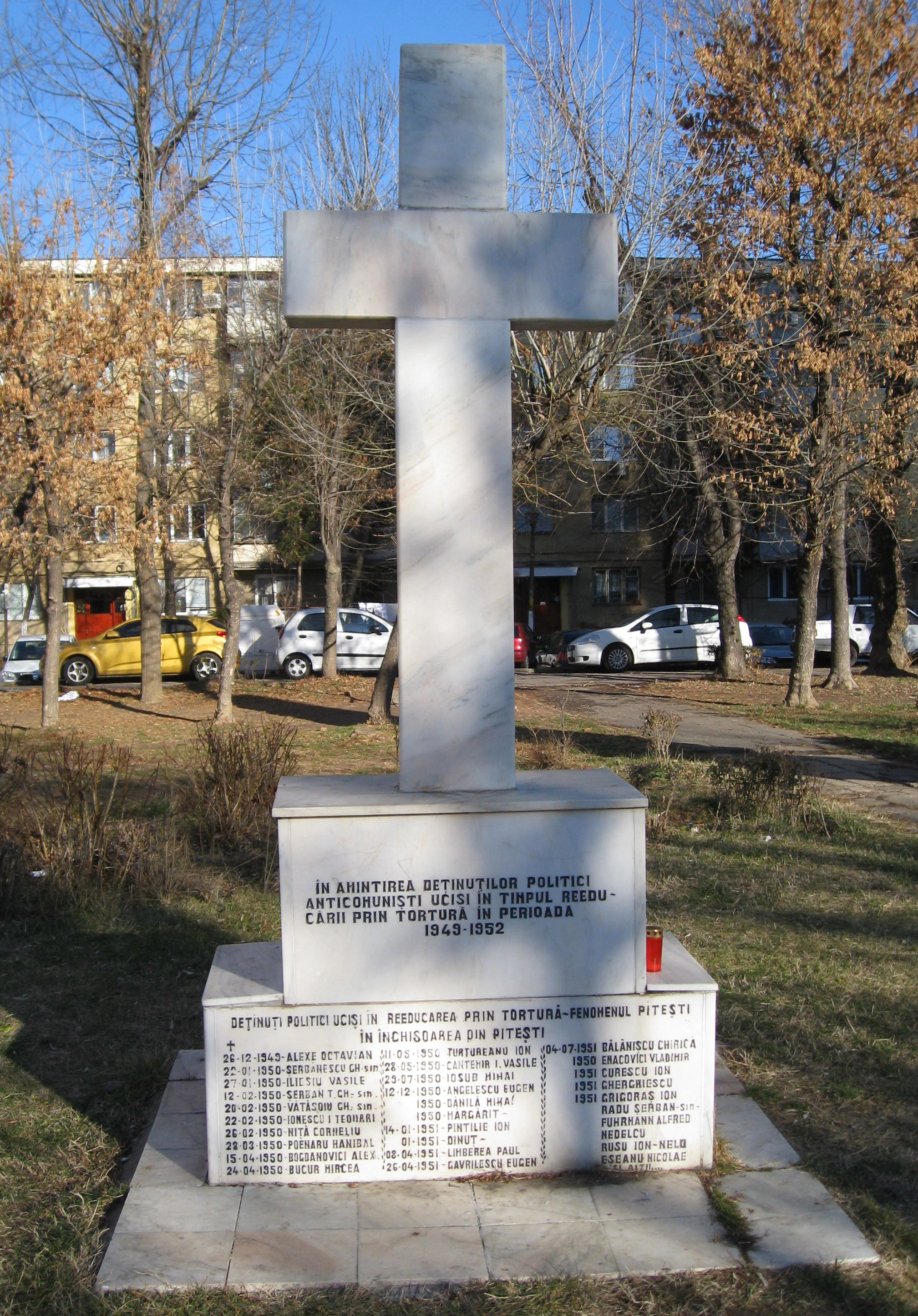
Monumento memoriale davanti alla prigione

Nel 1952, mentre Gheorghe Gheorghiu-Dej contrastava con successo il ministro degli Interni Teohari Georgescu, il processo fu fermato dalle stesse autorità. L'ODCC affrontò segretamente un processo per abuso e vennero emanate oltre venti condanne a morte (Ţurcanu venne ritenuto responsabile dell'omicidio di 30 prigionieri e l'abuso esercitato su altri 780); i funzionari di Securitate che avevano supervisionato l'esperimento, compreso il colonnello Teodor Sepeanu, furono processati l'anno seguente; quasi tutti ricevettero la pena di morte. Rispondendo alle nuove linee guida ideologiche, la corte concluse che l'esperimento era stato il risultato di una riuscita infiltrazione di agenti della Guardia di Ferro americani e di Horia Sima nella Securitate, con l'obiettivo di screditare le forze dell'ordine rumene.
Abbandonato e parzialmente in rovina, l'edificio fu venduto ad un'impresa edile nel 1991 (dopo la rivoluzione del 1989, molte delle strutture vennero demolite o subirono importanti cambiamenti). Un monumento fu costruito davanti all'ingresso della prigione.
Secondo lo storico romeno Mircea Stanescu, decine di persone morirono nell'"esperimento Piteşti", però il suo scopo non era quello di uccidere il popolo, ma di "rieducarlo".

## Detenuti
- Gheorghe Calciu-Dumitreasa
- Corneliu Coposu
- Alexandru Todea
- Andreev Andrei